# گوندیویندی
گوندیویندی (به انگلیسی: Goondiwindi) یک شهرک در استرالیا است که در Goondiwindi Region واقع شده‌است.